# تپه شیخ حصار دیرسه یی
تپه شیخ حصار دیرسه یی مربوط به هزاره اول قبل از میلاد - سدهٔ ۸–۶ ه.ق است و در شهرستان ورزقان، بخش خاروانا، دهستان جوشین، ۱۵۰ متری ضلع جنوبی روستای نگارستان واقع شده و این اثر در تاریخ ۲۷ اسفند ۱۳۸۷ با شمارهٔ ثبت ۲۶۴۰۲ به‌عنوان یکی از آثار ملی ایران به ثبت رسیده است.